# ハートのエースが出てこない
「ハートのエースが出てこない」（ハートのエースがでてこない）は、1975年12月5日に発売されたキャンディーズの8枚目のシングル。

## 解説
- テレビ出演等では「なみだの季節」以来4作ぶりに、ハンドマイクでの歌唱となった。
- ジャケットの写真は月刊明星の提供による。
- 解散コンサート時点でのシングル売上は累計33万枚（CBS・ソニー調べ）[1]。
- 「ハートのエースが出てこない」のみ1976年（昭和51年）4月リリースのアルバム『春一番』に収録された。
- ソロ、ユニゾン、2声和音、3声和音とバラエティーに富む曲である。
- キャンディーズの事実上のラスト・シングルだった「微笑がえし」では、同タイトルとは逆に「ハートのエースが出てきましたよ」という歌詞となっている。
- ポッカコーポレーションの缶コーヒー「トランプ占いコーヒー」のCMソングにも起用された。
- 別音源で「デートのチャンスは」を「デートもキッスも」と歌唱しているテイクが存在していた。その歌詞の異なるテイクは、2008年（平成20年）にデビュー35周年記念・解散30周年記念CD-BOX『キャンディーズ・タイムカプセル』の『春一番』の紙ジャケット盤にて初CD化された。
- 『ひらけ!ポンキッキ』のスポットのフレーズ曲。
- NET（現：テレビ朝日）の刑事ドラマ『敬礼!さわやかさん』第12話「初春! 花の五人娘」で、大和婦警（浅野真弓）と高木婦警（スーザン）の先輩婦警役としてキャンディーズが出演し、劇中で本曲を歌った。

## 収録曲
- 両楽曲共に、作詞：竜真知子／作曲：森田公一／編曲：竜崎孝路

1. ハートのエースが出てこない（3分6秒）
2. 冬の窓（3分14秒）

## カバー
ハートのエースが出てこない
- 1978年（昭和53年）、クリスタル・スリーがシングル曲としてカバー。曲名は「ディスコ ハートのエースが出てこない (HEART NO ACE GA DETEKONAI)」。歌詞は英語（訳詞：MITSU NANAMI、編曲：BETTY ROSS、MIKE THOMPSON[2]）。サビのフレーズのみ日本語で歌唱している。
- 1991年（平成3年）、ONCE UPON A TIME（TONYA TOWNSEND、ROBIN BAIN、GINA KATSANDRIS）がアルバム『Spring Is Just Ahead』でカバー。同じくチエコ・ビューティもカバー。ポッカ「トランプ占い」CMソング。
- 1995年（平成7年）、OVA『楽勝!ハイパードール』の第2巻主題歌としてメインキャストである野上ゆかな・飯塚雅弓・白鳥由里がカバー、音楽集CDの中に収録されている。
- 2005年（平成17年）
  - Kaori@livedoor PHOENIXがシングル曲としてカバー。
  - テレビ東京『おはスタ』にておはガールキャンディミントがカバー。CD未発売。
- 2007年（平成19年）、カバーソング・ドールズがアルバム『Cover Song Dolls』でカバー。
- 2008年（平成20年）、タカラトミーの製品「Hi-Kara」のテレビCMで福田沙紀、武井咲、忽那汐里が歌っている。
- 2009年（平成21年）、茉奈 佳奈がアルバム『ふたりうた2』でカバー。
- 2010年（平成22年）、BSフジ『Beポンキッキ』に出演しているフジテレビKIDSのキャラクター・ロリポップスがカバー。
- 2012年（平成24年）、声優プロダクションRME所属の女性声優ユニット・まるまる学園放送部がカバー。